# 奥斯马泰
奥斯马泰（義大利語：Osmate），曾是意大利瓦雷泽省的一个市镇。总面积3平方公里，人口738人，人口密度246.0人/平方公里（2009年）。国家统计（ISTAT）代码为012111。
2019年奥斯马泰和卡德雷扎泰两市镇合并为新的卡德雷扎泰和奥斯马泰市镇。